# Gianna Serra
Pour les articles homonymes, voir Serra.
Gianna Serra, née le 14 novembre 1943 à San Benedetto del Tronto (Marches), est une actrice italienne.

## Biographie
Sa carrière cinématographique débute en 1963 lors du concours de Miss Univers à Miami Beach, en Floride, où elle rencontre Peter Sellers, qui lui offre un rôle dans Deux Copines, un séducteur (1964). Elle est surtout connue pour Samson l'Invincible (1963), Notre homme Flint (1966) et Lacrime d'amore (it) (1970).

## Filmographie
- 1963 : Deux Copines, un séducteur (The World of Henry Orient) de George Roy Hill
- 1963 : Samson l'Invincible (Sansone contro i pirati) de Tanio Boccia
- 1965 : Les Bons Vivants ou Un grand seigneur de Gilles Grangier et Georges Lautner
- 1966 : Notre homme Flint (Our Man Flint) de Daniel Mann
- 1966 : Du sang dans la montagne (Un fiume di dollari) de Carlo Lizzani
- 1967 : Trois Pistolets contre César (Tre pistole contro Cesare) d'Enzo Peri (it)
- 1967 : Dernier Sursaut pour cinq indésirables (Ballata da un miliardo) de Gianni Puccini
- 1967 : Un sphinx tout en or (it) (La sfinge d'oro) de Luigi Scattini
- 1969 : Le Canon de la dernière chance (Porta del cannone) de Leopoldo Savona
- 1970 : Cœurs solitaires (Cuori solitari) de Franco Giraldi
- 1970 : Lacrime d'amore (it) de Mario Amendola
- 1971 : Bubu de Montparnasse (Bubù) de Mauro Bolognini
- 1971 : Mazzabubù... Quante corna stanno quaggiù? de Mariano Laurenti